# برونو أماتو
برونو أماتو (بالإنجليزية: Bruno Amato)‏ مواليد 16 نوفمبر 1961 في أورنج، نيو جيرسي، الولايات المتحدة، هو ممثل أمريكي بدأ مسيرته الفنية عام 2000.

## الأعمال
- إيفان الكبير
- التدريب العملي
- أنتوراج
- ذا أو سي
- ربات بيوت يائسات
- مالكوم في الوسط
- إي آر
- هاوس
- رجلان ونصف
- لاس فيغاس

## وصلات خارجية
- برونو أماتو على موقع IMDb (الإنجليزية)
- برونو أماتو على موقع ألو سيني (الفرنسية)
- برونو أماتو على موقع أول موفي (الإنجليزية)
- برونو أماتو على موقع قاعدة بيانات الفيلم (الإنجليزية)
- برونو أماتو على موقع كينوبويسك (الروسية)